# Arthur Lee (basket-ball)
Pour les articles homonymes, voir Arthur Lee et Lee.
Arthur Monroe Lee est un joueur américain de basket-ball, né le 27 mai 1977 à Los Angeles. Il mesure 1,86 m et joue au poste de meneur de jeu.

## Biographie
Après un court passage à Hollywood College, il découvre la NCAA avec l'équipe du Stanford Cardinal.
Lors de sa première année, il marque 2,2 points de moyenne par match. En sophomore (deuxième année), son entraîneur lui donne plus de temps de jeu (13 minutes) et il marque 7,2 points de moyenne par match. Il participe au Final Four de NCAA.
Devenu leader de son équipe (14,5 points de moyenne par match, soit 42 % de tirs réussis et 4,6 passes décisives), Arthur Lee et Stanford échouent cependant en demi-finale.
Non drafté en NBA alors qu'il était pressenti en fin de premier tour, Arthur Lee est recruté par le Kombassen Konya (Turquie). En 2000-2001, le Cibona Zagreb (Croatie) le choisit en meneur titulaire. En Euroligue, il marque 14,1 points de moyenne par match.
La saison suivante, il signe à Basket Rimini (Italie) qui évolue en Lega Due. Il y réalise d'excellentes statistiques : 15 points de moyenne. Lors de son meilleur match, face à Messine, il marque 28 points.
Il est ensuite transféré à l'Hapoel Ironi Nahariya (Israël). Leader, il amène son équipe jusqu'en finale de la Ligue face au Maccabi Tel-Aviv.
Après cette excursion réussie en Israël, Arthur Lee retrouve l'Italie et la Lega Due, maintenant sous les couleurs du Dinamo Basket Sassari, équipe de Sardaigne.
Il y réussit sa meilleure saison statistique avec 18,9 points de moyenne par match et 2,7 rebonds par match. Durant cette saison, Arthur Lee effectue un match à 31 points et réussit 6 matchs au-dessus de 25 points marqués.
Pour la saison 2004-2005, il est transféré à l'Élan sportif chalonnais (France), pour remplacer Spencer Ross qui ne rentre plus dans les plans de Gregor Beugnot. Arthur Lee joue au total 28 matchs et son équipe atteint les demi-finales des playoffs contre Nancy, il y fait une bonne saison à 14 points de moyenne 52 % à 2 points, 50 % à 3 points et 91 % au lancer francs. Le club lui propose donc de re-signer pour une nouvelle saison.
Lors de la saison 2005-2006, le club réalise une saison moyenne et termine à la dixième place du championnat alors que le club visait les premières places au classement. Ce mauvais classement lors de la phase régulière se confirme en playoffs où l'Élan Chalon est éliminé par Nancy en quarts de finale. Arthur Lee fait une bonne saison encore où il marque 14 points de moyenne en 37 matchs, avec 51 % de réussite à 2 points, 41 % à 3 points et 93 % au lancer-francs. Malgré tout, il quitte l'Élan Chalon à cause de problèmes relationnels avec son entraîneur Gregor Beugnot[réf. nécessaire].
Pour la saison 2006-2007, il rejoint la Grèce, à l'AEL Larissa, où le club joue et assure le maintien. Durant cette saison, il marque 17,3 points de moyenne par rencontre.
Arthur Lee s'engage pour la saison 2007-2008 avec le club grec de l'AEK Athènes où il ne joue que 2 matchs amicaux, le club préférant un meneur-passeur. Il s'engage donc pour le club tchèque du ČEZ Nymburk club qui joue la coupe ULEB et qui vise le titre de champion. L'équipe est depuis plus années championne de République tchèque. Arthur Lee doit changer son style de jeu car il n'est pas le leader de son équipe, rôle attribué à Rancik et sur qui les systèmes de jeu sont basés. Le club échoue en 32e de finale de la coupe ULEB. Il réalise de bonnes statistiques dans cette compétition, avec une moyenne de 14 points avec 47 % à 2 points, 48 % à 3 points et 94 % au lancer francs et une moyenne de 4 passes par match, le tout en 35 minutes de jeu. Le ČEZ Basketball Nymburk évoluant dans un championnat où la concurrence est faible, où aucune équipe n'est en mesure de menacer Nymburk, Arthur Lee ne joue en moyenne 20 minutes car l'entraîneur fait tourner énormément son effectif. L'équipe remporte aisément la saison régulière ne perdant qu'une seule rencontre, avant l'arrivée d'Arthur Lee qui était venu en remplacement de Terrell Everett qui se plaignait de son faible temps de jeu. Arthur Lee réalise une saison moyenne ne jouant pas beaucoup pour lui mais plus sur ses coéquipiers : il marque 11 points de moyenne avec 56 % à deux points, 48 % à trois points et 85 % au lancer francs. Son équipe est sacrée championne du championnat tchèque. Lors de sa seconde saison avec Nymburk, l'équipe échoue en phase de poule en Eurocup perdant le match à domicile 80-82 (Arthur Lee marque 25 points). Nymburk domine encore facilement le championnat, perdant une seule fois face à Děčín. Nymburk gagne la finale des playoffs 4-0 contre Geofin. Lee est élu MVP de la saison 2008-09 et meilleur meneur du championnat. Il signe une troisième saison avec le club. Pour cette troisième saison avec Nymburk, son club termine premier de la saison régulière devant Novi Jicin avec un bilan de 40 victoire et 4 défaites. Nymburk s'incline en quart de finale de L'ULEB Eurocup face à Bilbao, perdant le premier match à domicile de 12 points avant d'aller gagner de 6 points à Bilbao ce qui est insuffisant pour se qualifier pour la demi-finale. Arthur participe au All star game 2010 de la compétition. Durant cette saison il tourne à 11,2 points de moyenne avec 56,4 % à deux points, 48,5 % à trois points et 95,2 % au lancer. En 14 match d'Eurocup, il tourne à 13 points, 45,2 % à deux points, 37,2 % à trois points et 94 % au lancer. Il est une nouvelles fois champion avec Nymburk.
Pour la saison 2010-2011, Arthur s'engage à L'Keravnós Strovólou club chypriote avec lequel il participe à l'EuroChallenge. Pour son premier match officiel, il gagne la Super Coupe après prolongation face au Keravnós, il marque 7 points.

## Carrière

### Université
- 1995-1999:  Stanford Cardinal (NCAA 1)

### Clubs
- 2000-2001:  Kombassen Konya (1er division)
- 2001-2002:  Cibona Zagreb (1er division)
- 2002-2003:  Rimini (LigA Due)
- 2003-2004:  Hapoel Ironi Nahariya (1er division)
- 2004-2005:  Dinamo Basket Sassari (LegA Due)
- 2005-2006: 
  -  Hapoel Ironi Nahariya (1er division)
  -  Chalon-sur-Saône (Pro A)
- 2006-2007:  AEL Larissa (ESAKE)
- 2007-2007:  AEK Athènes (ESAKE)
- 2007-2010:  CEZ Nymburk (Mattoni nbl)
- 2010-2011 :  APOEL Nicosie (ONAN)
- 2011-2011 :  Bejjeh Club
- Dep. 2012 :  Turów Zgorzelec (PKL)

## Palmarès
- Champion de Croatie en 2002
- Champion de République tchèque en 2008, 2009, 2010
- Champion Super Cup en 2010